# Punta del Perro
La punta del Perro es el saliente de tierra en aguas del océano Atlántico donde se asienta parte de la ciudad de Chipiona, en la española provincia de Cádiz. Es un área llana que ha sido en gran parte remodelada por la construcción de rompientes para las olas, así como del paseo marítimo y la explanada del faro de Chipiona.
Otra parte de la punta se ha ido conformando como una cala arenosa entre los muros del paseo marítimo y el Espigón de 1992. 
La punta se fue formando, al igual que gran parte del territorio de Chipiona, por los depósitos arcillosos del río Guadalquivir.